# Æther Realm
Æther Realm est un groupe américain de death metal mélodique et folk metal, originaire de Greenville, en Caroline du Nord.

## Histoire
Æther Realm est formé en juin 2010 à Greenville, en Caroline du Nord, et se compose à l'origine du chanteur et bassiste Vincent Jones, du guitariste Heinrich Arnold et du batteur Tyler Gresham. L'année suivante, un deuxième guitariste, Jack Rodriguez-Dougherty, rejoint le trio. Au milieu de l'année 2014, il est remplacé par Donny Burbage à la guitare.
En juillet 2011, le groupe s'installe dans les Basement Studios et enregistre une démo de deux titres sous le nom d'Odin Will Provide avec Jamie King, qui travaille avec des groupes comme Wretched, The Human Abstract et Between the Buried and Me. En janvier 2012, le groupe commence de nouveau à travailler avec King sur son premier album, One Chosen by the Gods. En mai de la même année, les musiciens publient un premier morceau de l'album, Swampwitch. L'album lui-même sort en janvier 2013. En 2017, Æther Realm sort son deuxième album Tarot, dont le morceau The Sun, the Moon, the Stars est rendu célèbre dans le milieu du jeu vidéo par le jeu osu! se fait connaître.
En novembre 2018, le label autrichien de metal Napalm Records annonce la signature d'Æther Realm. Le 21 février 2021, le groupe annonce la sortie de son troisième album studio, Redneck Vikings from Hell, pour le 1er mai de la même année. Il s'agit également du premier album du groupe à être publié par Napalm Records. Du 4 au 18 juin 2019, le groupe fait la première partie de Gloryhammer aux États-Unis, sa deuxième tournée nationale après le Super Smashed Turbo Tour, qui se déroule du 2 au 31 octobre 2016 avec Alestorm et Nekrogoblikon, et qui comporte également six concerts au Canada. En septembre et octobre 2017, le groupe fait sa première tournée européenne en première partie d'Alestorm, qui était également accompagné par Troldhaugen.
À la mi-juillet 2020, le groupe annonce que son album Tarot, sorti en 2017, serait réédité le 11 septembre par Napalm Records. La réédition de l'album est dotée d'un nouvel artwork et d'une chanson bonus, The Magician, qui était auparavant sortie en single autonome.

## Style musical
Æther Realm joue du death metal mélodique qui rappelle Wintersun, Ensiferum, Turisas et Kalmah,. Le style musical est décrit comme du « death metal rapide et extrêmement mélodique avec des influences folk ». Les musiciens utilisent des symphonies dans leur musique. Tarot, le deuxième album du quatuor américain, a un son épique varié et déborde d'envolées mélodiques et de vitalité
En plus des growls prédominants, les musiciens utilisent également des chants clairs calmes. Au niveau instrumental, on trouve des parties de piano, des éléments folk très variés et même une courte intro rappelant la musique de jeux vidéo.

## Discographie
- 2011 : Odin Will Provide (démo)
- 2013 : One Chosen by the Gods (album, Primitive Ways Records)
- 2017 : Tarot (album, Primitive Ways Records, Napalm Records)
- 2020 : Redneck Vikings from Hell (album, Napalm Records)